# Bukoveček
Bukoveček je přírodní rezervace poblíž obce Paršovice v okrese Přerov. Oblast spravuje Agentura ochrany přírody a krajiny ČR. Důvodem ochrany je zbytek přirozené bučiny s lípou (Tilia) a habrem (Carpinus).